# 大谷桂三
初代大谷 桂三（おおたに けいぞう、1950年（昭和25年）6月11日 – ）は、歌舞伎役者。屋号は十字屋。定紋は巴の二重丸。本名は井上 敬三（いのうえ けいぞう）。東京銀座生まれ。青山学院高等部卒業。兄は六代目尾上松助、甥は二代目尾上松也、姪は春本由香（新派）、長男は大谷龍生。

## 略歴
新派の春本泰男の三男として生まれる。母は女流清元節の清元延はる寿、上の兄は六代目尾上松助、二番目の兄は清元節三味線方の清元邦寿。
昭和31年 (1956年) 1月、新橋演舞場『雨乞妻』の倅与太郎で初舞台を踏む。その後二代目尾上松緑の部屋子となり、昭和34年 (1959年) 2月、初代尾上松也を襲名した。十一代目市川團十郎襲名披露「鏡獅子」に後の九代目市川團蔵と共に胡蝶を舞う、名子役であった。昭和39年 (1964年)、 十四代目守田勘彌に芸養子入りし、六月歌舞伎座にて四代目坂東志うかを襲名した。1969年19歳で歴代最高得点の技能で名題昇進試験を合格する。しかし病を煩い、1973年御園座「女暫」紅梅姫にて大谷桂三と改名し、独立した。
その後病が悪化し、養生のため一時期舞台を離れていたが、平成6年（1994年）11月、14年ぶりに歌舞伎復帰。歌舞伎の伝承を精力的に取組み、養生期間より慶應義塾大学歌舞伎研究会講師を引受け、復帰後も計25年間勤めた。平成20年（2008年）、チャールズ3世（当時皇太子）・カミラ夫妻来日の際には、学生による歌舞伎披露演出を支えた。
平成29年（2017年）4月、歌舞伎座『娘道成寺』にて長男・公春が初代大谷龍生を名乗り初舞台。